# Comisarul (film)
Comisarul (titlul original: în italiană Il commissario) este un film de comedie italian, realizat în 1962 de regizorul Luigi Comencini, după un subiect de Age e Scarpelli, protagoniști fiind actorii Alberto Sordi, Franca Tamantini, Alessandro Cutolo și Alfredo Leggi. 

## Conținut
Dante Lombardozzi este un tânăr și zelos comisar adjunct de poliție care se confruntă cu o crimă deosebită: uciderea unui cunoscut politician creștin-democrat, profesorul Di Pietro.
Lombardozzi începe să adulmece în jurul crimei care se presupune că a fost clasată pentru că miroase a putred. Investigațiile sale îl aduc în contact cu o prostituată, Maria și începuturile unei intuiții că un scandal stă în spatele misterului crimei. Întrucât faptele reale ale crimei au fost ascunse de la început, Lombardozzi ar putea să dea de un obstacol serios în încercarea de a-l descoperi pe adevăratul vinovat...

## Distribuție
- Alberto Sordi – vicecomisarul Dante Lombardozzi
- Franca Tamantini – Marisa Santarelli
- Alessandro Cutolo – comisarul șef, De Vita
- Alfredo Leggi – Armando Provetti
- Mino Doro – colonelul Menotti Di Pietro
- Franco Scandurra – comisarul Matarazzo
- Aldo Bufi Landi – Ettore Gargiulo
- Angela Portaluri – Maria De Santis, zisă „Manicomio”
- Andrea De Pino – maresciallo Polidori
- Alberto Vecchietti – avocatul Zecca
- Giuseppe Fazio – comisarul Ippoliti
- Carlo Bagno – doctorul Longo
- Vincenzo Falanga – polițistul robust
- Pasquale Campagnola – brigadierul Peluso
- Gaetano Ricci – Ferruccio
- Gastone Renzelli – fratele Mariei
- Lina Lagalla – mama Marisei
- Giovanni Gianfelici – tatăl Marisei
- Paola Belipani – sora Marisei
- Emilio Marchesini – cumnatul Marisei
- Ernesto Tonetto – bunicul Marisei
- Luigi Pellegrini – unchiul Marisei
- Maria Teresa Filori – Claudia
- Ennio Balbo – conferențiarul la congres
- Pasquale De Filippo – un jurnalist
- Gustavo Quinterio – șeful cabinetului
- Enrico Lazzareschi – un jurnalist